# Ардова Ганна Борисівна
Га́нна Бори́сівна А́рдова (нар. 27 вересня 1969 Москва, РРФСР, СРСР) — російська акторка театру, кіно і телебачення, найбільш відома по головній ролі в ситкомі «Одна за всіх» на телеканалі «Домашній». Акторка театру ім. Маяковського. Заслужена артистка Росії (2018).

## Дубляж
- 2012 — Замбезія — папуга
- 2013 — Університет монстрів — Місіс Склізлі
- 2014 — Літачки: Рятувальний загін — Черпанночка

## Кліпи
- 1998 — Ногу Звело! — День Народження
- 1998 — Браво — Вітер Знає